# Said Rouani
Said Rouani (arab. سعيد الرواني, ur. 27 czerwca 1986) – marokański piłkarz, grający jako lewy obrońca.

## Klub

### KAC Kénitra
Zaczynał karierę w KAC Kénitra. W tym zespole zadebiutował 22 sierpnia 2011 roku w meczu przeciwko Raja Casablanca (1:0 dla KAC). Na boisko wszedł w 79. minucie, zastępując Rachida Berrouasa. Pierwszego gola strzelił 17 lutego 2012 roku w meczu przeciwko IZK Khémisset (0:1). Do bramki rywali trafił w 51. minucie. Pierwszą asystę zaliczył 2 grudnia 2012 roku w meczu przeciwko Wydad Casablanca (1:1). Asystował przy golu Bilala Biata w 62. minucie. Łącznie zagrał 34 mecze, strzelił dwa gole i miał dwie asysty.

### Kawkab Marrakesz
15 czerwca 2013 roku trafił do Kawkab Marrakesz, lecz 20 września wrócił do KAC, nie zagrawszy żadnego meczu.

### Powrót do KAC
Podczas swojego drugiego pobytu, Rouani zagrał 20 spotkań i zaliczył jedną asystę.

### Chabab Rif Al Hoceima
1 sierpnia 2014 roku został zawodnikiem Chabab Rif Al Hoceima. W tym klubie zadebiutował 13 września 2014 roku w meczu przeciwko Hassania Agadir (2:2). Zagrał cały mecz Pierwszego gola strzelił 30 listopada 2014 roku w meczu przeciwko Renaissance Berkane (1:0) Jedynego gola strzelił w 48. minucie. Łącznie zagrał 9 meczów i strzelił jednego gola.

### Hassania Agadir
12 stycznia 2015 roku dołączył od Hassania Agadir. W tym zespole zadebiutował 7 marca 2015 roku w meczu przeciwko FAR Rabat (1:0 dla Hassanii). Zagrał cały mecz i dostał żółtą kartkę. Łącznie zagrał 8 spotkań.

### Dalsza kariera
1 lipca 2015 roku został graczem JS Massira. 14 lipca 2016 roku został graczem Ittihadu Khémisset. 1 lipca 2017 roku przeniósł się do Unionu Sidi Kacem. 10 lipca 2018 roku został graczem Chababu Ben Guerir. Później zakończył karierę.